# The Indispensability of Mathematics
The Indispensability of Mathematics (Le caractère indispensable des mathématiques) est un livre de 2001 de Mark Colyvan dans lequel il examine l'argument d'indispensabilité de Quine-Putnam en philosophie des mathématiques. Cette thèse repose sur le principe selon lequel les entités mathématiques sont placées sur le même fondement ontologique que les autres entités théoriques indispensables à nos meilleures théories scientifiques,,.